# Nicolas Testé

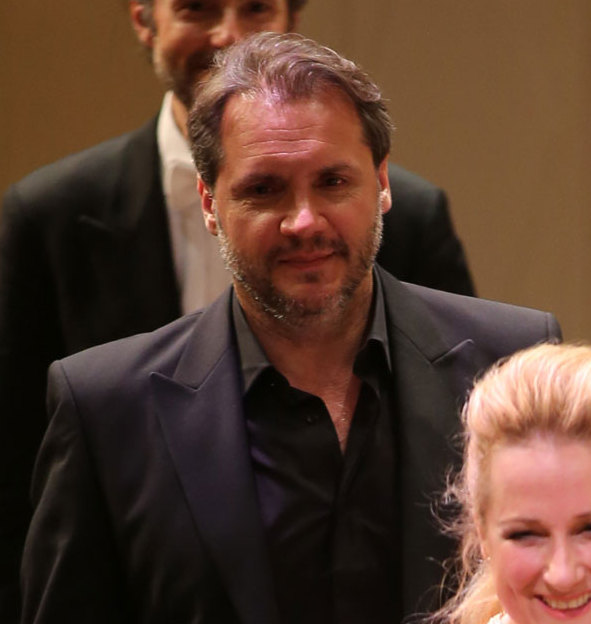
Nicolas Testé

Nicolas Testé (* 1970 in Paris) ist ein französischer Konzert-, Lied- und Opernsänger in der Stimmlage Bass und Bariton.

## Leben und künstlerischer Werdegang
Testé studierte zuerst Klavier, Fagott und Musikgeschichte in Paris. Seine Gesangsausbildung absolvierte er u. a. an der Opéra National de Paris sowie im Centre de Formation Lyrique. Im Jahre 1998 gewann er den zweiten Platz des Gesangswettbewerbs Voix Nouvelles. Der Künstler sang und singt auf den großen Opernbühnen von Mailand, München, Leipzig, Genf, Lyon, Berlin, Antwerpen, Wien, New York etc. Zu seinem Rollenrepertoire gehören: Léandro (Die Liebe zu den drei Orangen), Ferrando (Il trovatore), Masetto (Don Giovanni), Angelotti (Tosca), Colline (La Bohème) und Agamemnon (Iphigénie en Aulide) u. a. m. 2014 trat er gemeinsam mit seiner Frau in Lotte de Beers viel diskutierter Inszenierung von Les pêcheurs de perles im Theater an der Wien auf.
Neben seiner Bühnenpräsenz ist Testé rege als Lied- und Konzertsänger tätig. Diesbezüglich arbeitet er mit Dirigenten wie beispielsweise John Eliot Gardiner, Emmanuel Krivine, Charles Mackerras, Heiko Mathias Förster und Pinchas Steinberg.
Der Sänger ist seit Mai 2010 mit der Sopranistin Diana Damrau verheiratet, das Paar hat zwei Kinder.